# 300 miles de la Gold Coast
Les 300 miles de la Gold Coast (Gold Coast Indy 300) sont une course de Champ Car puis d'IndyCar Series se déroulant entre 1991 et 2008 sur le circuit temporaire de la Gold Coast, dans l'État du Queensland, en Australie.

## Noms officiels
Les différents noms officiels du Grand Prix automobile de Surfers Paradise au fil des éditions :
- 1991 : Gold Coast IndyCar Grand Prix
- 1992 : Daikyo IndyCar Grand Prix
- 1993-1994 : Australian FAI IndyCar Grand Prix
- 1995-1996 : Australian Indy Car Grand Prix
- 1997 : Sunbelt Indy Carnival Australia
- 1998 : Honda Indy Carnival Australia
- 1999-2002 : Honda Indy 300
- 2003-2007 : Lexmark Indy 300
- 2008 : Nikon Indy 300

## Résultats

### IndyCar
| Saison | Date     | Vainqueur          | Équipe                         | Châssis    | Moteur    | Distance | Distance | Temps           | Résultats |
| Saison | Date     | Vainqueur          | Équipe                         | Châssis    | Moteur    | Tours    | km       | Temps           | Résultats |
| 1991   | 17 mars  | John Andretti      | Hall/VDS Racing                | Lola       | Chevrolet | 65       | 292,168  | 2 h 12 min 54 s | Résultats |
| 1992   | 22 mars  | Emerson Fittipaldi | Penske Racing                  | Penske     | Chevrolet | 65       | 292,377  | 2 h 20 min 33 s | Résultats |
| 1993   | 21 mars  | Nigel Mansell      | Newman/Haas Racing             | Lola       | Ford      | 65       | 292,377  | 1 h 52 min 02 s | Résultats |
| 1994   | 20 mars  | Michael Andretti   | Chip Ganassi Racing            | Reynard    | Ford      | 55       | 247,396  | 1 h 44 min 58 s | Résultats |
| 1995   | 19 mars  | Paul Tracy         | Newman/Haas Racing             | Lola       | Ford      | 65       | 293,319  | 1 h 58 min 26 s | Résultats |
| 1996   | 31 mars  | Jimmy Vasser       | Chip Ganassi Racing            | Reynard    | Honda     | 65       | 292,272  | 2 h 00 min 46 s | Résultats |
| 1997   | 6 avril  | Scott Pruett       | Patrick Racing                 | Reynard    | Ford      | 57       | 256,392  | 2 h 01 min 04 s | Résultats |
| 1998   | 18 oct.  | Alex Zanardi       | Chip Ganassi Racing            | Reynard    | Honda     | 62       | 278,883  | 2 h 01 min 51 s | Résultats |
| 1999   | 17 oct.  | Dario Franchitti   | Team Green                     | Reynard    | Honda     | 65       | 292,377  | 1 h 58 min 40 s | Résultats |
| 2000   | 15 oct.  | Adrian Fernandez   | Patrick Racing                 | Reynard    | Ford      | 59       | 265,388  | 2 h 01 min 14 s | Résultats |
| 2001   | 28 oct.  | Cristiano da Matta | Newman/Haas Racing             | Lola       | Toyota    | 65       | 292,377  | 1 h 51 min 47 s | Résultats |
| 2002   | 27 octo. | Mario Dominguez    | Herdez Competition             | Lola       | Ford      | 40       | 179,924  | 2 h 00 min 06 s | Résultats |
| 2003   | 26 oct.  | Ryan Hunter-Reay   | American Spirit Team Johansson | Reynard    | Ford      | 47       | 211,411  | 1 h 49 min 02 s | Résultats |
| 2004   | 24 oct.  | Bruno Junqueira    | Newman/Haas Racing             | Lola       | Ford      | 57       | 256,392  | 1 h 46 min 45 s | Résultats |
| 2005   | 23 oct.  | Sébastien Bourdais | Newman/Haas Racing             | Lola       | Ford      | 57       | 256,392  | 1 h 39 min 26 s | Résultats |
| 2006   | 22 oct.  | Nelson Philippe    | CTE-HVM Racing                 | Lola       | Ford      | 59       | 265,388  | 1 h 50 min 50 s | Résultats |
| 2007   | 21 oct.  | Sébastien Bourdais | Newman/Haas/Lanigan Racing     | Panoz DP01 | Cosworth  | 61       | 274,385  | 1 h 45 min 49 s | Résultats |
| 2008   | 26 oct.  | Ryan Briscoe       | Penske Racing                  | Dallara    | Honda     | 60       | 269,886  | 1 h 45 min 50 s | Résultats |